# Bunhe
Bunhe (ukr. Бунге) – miasto na Ukrainie w obwodzie donieckim.

## Historia
Miejscowość została założona w 1908.
W 1965 roku osada typu miejskiego stała miastem.
Od 2014 roku znajduje się pod kontrolą Donieckiej Republiki Ludowej.
Do 12 maja 2016 roku nosiło nazwę Junokomunariwśk (ukr. Юнокомунарівськ).

## Demografia
- 1989 – 20 743[2][5]
- 2013 – 14 154[6]
- 2014 – 13 945[1]